# یانارس
یانارس (به اسپانیایی: Llanars) یک شهرستان در اسپانیا است که در خرنا واقع شده‌است.

## خصوصیات
یانارس ۲۴٫۷ کیلومترمربع مساحت و ۵۷۱ نفر جمعیت دارد و ۹۸۳ متر بالاتر از سطح دریا واقع شده‌است.